# Michael Easley
 (mars 2018).
Si vous disposez d'ouvrages ou d'articles de référence ou si vous connaissez des sites web de qualité traitant du thème abordé ici, merci de compléter l'article en donnant les références utiles à sa vérifiabilité et en les liant à la section « Notes et références ».
Pour les articles homonymes, voir Easley.
Michael Francis Easley dit Mike Easley, né le 23 mars 1950 à Rocky Mount, est un homme politique américain, membre du Parti démocrate et gouverneur de l'État américain de Caroline du Nord de 2001 à 2009.

## Biographie

### Enfance et études
Michael Easley est né le 23 mars 1950 en Caroline du Nord. Il sortit diplômé en science politique et en droit de l'université de Caroline du Nord. 

### Carrière
De 1982 à 1990, Michael Easley fut le District attorney des comtés de Brunswick, Bladen, et Columbus. En 1992, il fut élu Attorney général de Caroline du Nord dans l'administration du gouverneur de l'État Jim Hunt.

### Gouverneur de Caroline du Nord
En 2000, Michael Easley fut élu gouverneur de Caroline du Nord en battant Richard Vinroot, son concurrent républicain et maire de la ville de Charlotte (Caroline du Nord). Il s'investit d'abord dans une réforme de l'éducation notamment pour les plus jeunes. Il n'hésita en outre pas à augmenter les dépenses de l'État et les impôts pour financer les nouveaux programmes. 
Michael Easley fut confronté à une chute importante des revenus fiscaux de l'État, à des ouragans et autres désastres naturels qui amputèrent son budget. Néanmoins, ce démocrate modéré et charismatique fut facilement réélu avec 55 % des voix en novembre 2004 contre le républicain Patrick Ballantine (43 %) et la libertarienne Barbara Howe (2 %) alors que les habitants de l'État votait massivement en même temps pour la réélection du président républicain George W. Bush. 
Il mit en place en 2005 une Commission législative sur le Global Climate Change, laquelle publia quatre ans plus tard un rapport assorti de 42 recommandations visant à faire face au réchauffement climatique. Néanmoins, l'initiative fut un échec, dans la mesure où elle n'aboutit sur aucune modification réglementaire concrète, toute évolution étant bloquée par l'opposition de l'industrie à la régulation.
Le 2 décembre 2005, Michael Easley en refusant de gracier Kenneth Boyd reconnu coupable du meurtre de sa femme et de son beau-père devant ses deux enfants, fit de ce dernier le millième détenu exécuté depuis le rétablissement, en 1976, de la peine capitale aux États-Unis. « Après avoir étudié attentivement les faits et circonstances de ces crimes et de ces condamnations, je ne vois aucune raison d'accorder la grâce et de contredire le verdict donné à l'unanimité par le jury et confirmé par les tribunaux de cet État et les tribunaux fédéraux », expliqua le gouverneur dans un communiqué. Mike Easley n'a commué que deux condamnations à mort en réclusion à perpétuité depuis son élection en 2001, et refusé de gracier vingt-deux autres condamnés. 
En décembre 2005, il est le vingt-et-unième gouverneur le plus populaire du pays avec un taux d'approbation de 59 %, ex æquo avec les gouverneurs Dirk Kempthorne de l'Idaho et Tim Pawlenty du Minnesota (Sondage SurveyUSA portant sur 600 résidents de chaque État réalisé du 9 au 11 décembre 2005. Marge d'erreur de 4 %). Plusieurs démocrates auraient voulu que ce gouverneur populaire et démocrate d'un État devenu républicain fût un prétendant pour l’élection présidentielle de 2008. 